# Pacto Lib-Lab
En la política británica, se conoce como Pacto Lib-Lab a los acuerdos alcanzados entre los Liberal Demócratas (anteriormente, el Partido Liberal) y el Partido Laborista.
Ha habido cuatro acuerdos de ese tipo, y uno presuntamente propuesto, a nivel nacional. En muchos ayuntamientos y entes locales del Reino Unido hay pactos similares, aunque también hay acuerdos donde liberaldemócratas y laboristas se enfrentan entre ellos y en su lugar forman una alianza local con otro partido o con concejales independientes.

## SigloXIX
Antes de que se formase el Partido Laborista, varios candidatos concurrieron al Parlamento con el apoyo del Partido Liberal y la Liga de Representación Laborista; entre aquellos estuvieron Thomas Burt, Harry Broadhurst y Alexander Macdonal. Estos diputados eran denominados «Lib-Lab», aunque no existiese un pacto formal.
Este tipo de acuerdo se desmoronó con el tiempo al formarse el Partido Laborista Independiente y el Comité de Representación Laborista.

## SigloXX

### 1903
En 1903 se suscribió un acuerdo entre Herbet Gladstone (entonces portavoz parlamentario del Partido Liberal) y Ramsay MacDonald (secretario del Comité de Representación Laborista) por el cual, en treinta circunscripciones, el Partido Laborista y el Partido Liberal no presentarían candidatos contra el otro partido, ya que con ello se evitaría poner en peligro el éxito por el riesgo de dividir los votos. Como resultado de este pacto, fueron elegidos 29 diputados laboristas en las elecciones generales de 1906 en circunscripciones donde compitieron con el Partido Conservador.

### 1924
En las elecciones generales de 1923 ambos partidos hicieron campaña en torno a la cuestión del libre comercio. El Partido Conservador, que había hecho campaña con la promesa de introducir aranceles proteccionista, perdió su mayoría parlamentaria aunque permaneció como partido más votado. Los liberales acordaron permitir la formación del primer gobierno laborista de la historia en 1924, bajo la presidencia de Ramsay MacDonald.

### 1929
En las elecciones generales de 1929, el laborismo fue el partido con mayor número de escaños, aunque sin mayoría parlamentaria. Los ahora mucho más debilitados liberales permitieron la formación del segundo gobierno laborista no alineándose con los conservadores para derrotar al nuevo ejecutivo.

### 1977
En marzo de 1977, el Gobierno laborista –que había perdido la mayoría absoluta tras su derrota en unas elecciones parciales– afrontó una moción de censura. Para permanecer en el cargo, el primer ministro James Callaghan se acercó al Partido Liberal, en aquel momento liderado por David Steel. Callaghan llevaba en el cargo solo un año, habiendo sucedido a Harold Wilson, que había llevado al laborismo hasta una estrecha mayoría de solo tres escaños en las elecciones de octubre de 1974. 
Tras negociarse un acuerdo, sus términos implicaron que el Partido Laborista aceptase un número limitado de propuestas programáticas del Partido Liberal y, a cambio, los liberales acordaron votar a favor del Gobierno en cualquier moción de censura posterior. Aunque este pacto no fue el único acuerdo oficial bipartito desde la Segunda Guerra Mundial (hasta la coalición conservadora-liberaldemócrata que siguió a las elecciones de 2010), fue poco menos que una coalición. El pacto Lib-Lab finalizó el 7 de septiembre de 1978, momento en el que se esperaba que Callaghan convocase elecciones generales, pero en su lugar decidió permanecer como líder de un gobierno en minoría. Este gobierno cayó tras una moción de censura aprobada por tan solo un voto en marzo de 1979, por lo que Callaghan se vio obligado a convocar elecciones en mayo, en las que Margaret Thatcher llevó a los conservadores al poder.

### Coalición propuesta en 1997
En los prolegómenos de las elecciones generales de 1997, se negoció un gobierno de coalición entre Tony Blair y los liberaldemócratas, según el libro de Paddy Ashdown, The Ashdown Diaries. Ashdown, firme partidario de una coalición Lib-Lab, afirmó que desde el punto de vista de Blair, para lograr sacar a los conservadores del poder y teniendo en cuenta sus deseos de mover a su partido hacia los ideales del Nuevo Laborismo, una coalición fortalecería su mayoría en el supuesto deseado de victoria electoral. Para lograr incluir a los liberaldemócratas en su gabinete, supuestamente habría estado de acuerdo con los términos de los mismos respecto a la reforma electoral. Tony Blair todavía estuvo sopesando formar un gobierno de coalición con los liberaldemócratas durante el día de las elecciones, hasta que la mayoría absoluta del Partido Laborista a escala global quedó clara. Se afirma que presuntamente Blair albergó aún la posibilidad de incluir a los Lib Dems en el gabinete posteriormente, pero que la amenaza de dimisión de John Prescott detuvo la posibilidad.

## SigloXXI

### Coalición propuesta en 2010
Tras la conformación de un Parlamento colgado en 2010, los liberaldemócratas, como habían indicado que harían antes de las elecciones, comenzaron primero negociaciones con los conservadores –el partido que había obtenido mayor número de votos y escaños– en torno a la posibilidad de formar un gobierno; no obstante, una vez que las conversaciones parecían haberse estancado, se emprendieron negociaciones complementarias con los laboristas. 
La delegación laborista en las negociaciones incluyó a Peter Mandelson, Andrew Adonis, Ed Miliband y Ed Balls. Se publicaron rumores en la prensa sobre un posible acuerdo liberaldemócrata-laborista, que incluían la supuesta información de que el primer ministro Gordon Brown estaría dispuesto a ofrecer un referéndum sobre el voto alternativo si se alcanzaba un acuerdo que le mantuviese en el Gobierno.
Una coalición Lib-Lab habría quedado, sin embargo, a ocho escaños de la mayoría. Por tanto, se habría necesitado una coalición entre el Partido Laborista, los Liberal Demócratas, el SDLP, Plaid Cymru, el Partido de la Alianza de Irlanda del Norte y el Partido Verde –una coalición «arcoiris» o «semáforo»– para lograr contar con una mayoría operativa de un voto. Por ello, entre otras razones, las conversaciones fracasaron. Ante el colapso de las conversaciones con el laborismo, se alcanzó un acuerdo entre liberaldemócratas y conservadores (posteriormente aprobado por los militantes liberaldemócratas en un congreso especial de su partido).
Hubo un significativo nivel de hostilidad hacia tal tipo de acuerdo dentro del Partido Laborista, oponiéndose a las propuestas de coalición, entre otros, exministros como John Reid, Alan Johnson, David Blunkett y el exlíder Neil Kinnock. John Raid afirmó que tal tipo de coalición sería «mala para el país».
David Laws, negociador jefe de los liberaldemócratas en las conversaciones para la coalición, realizó posteriormente algunos comentarios sobre los preparativos y la conducta del laborismo en las negociaciones; sus principales temas de críticas se centraron en la falta de autocrítica del Partido Laborista sobre su trayectoria de los 13 años previos, una inadecuada preparación para las discusiones, su rechazo a incorporar las propuestas políticas liberaldemócratas en el potencial programa de gobierno y la actitud arrogante y condescendiente de algunas figuras laboristas clave. Afirmó que pese a que consideraba que Gordon Brown era lo suficientemente serio como para continuar las conversaciones, pensaba que el ex primer ministro Ed Balls estaba "saboteando" deliberadamente las mismas.

### Posible coalición tras las elecciones generales de 2015
Nick Clegg expuso su opinión previa a las elecciones de 2010 de que el partido que ganase la mayor cantidad de escaños pero fracasara en conseguir una mayoría absoluta en la Cámara de los Comunes tenía el derecho a intentar formar gobierno primero, por sí mismo o en coalición. Afirmó su voluntad de trabajar con el Partido Laborista si éste ganaba la mayoría de los votos en 2015. Sin embargo, según algunas informaciones era poco probable que esto sucediese bajo el liderazgo de Nick Clegg, ya que tanto Ed Miliband como Ed Balls expresaban su descontento con Nick Clegg por su colaboración con David Cameron. Posteriores informaciones indicaron que Miliband y Balls se mostraron más distendidos respecto a un gobierno Lib-Lab tras las elecciones de 2015. Según un artículo aparecido en The Daily Telegraph, un miembro del gabinete en la sombra laborista, cercano a Miliband, afirmó: «Nuestros activistas odian de veras a Clegg. Pero si tenerle como viceprimer ministro fuese el precio de llevar a Ed hasta el número 10 [de Downing Street] tendrían que aguantarlo». Se dice que Miliband había rechazado durante años hablar con Clegg, aunque hubo una distensión de las relaciones en la medida que se aproximaban las elecciones de 2015. Un alto dirigente del Partido Laborista afirmó que «El contacto está ahí y las oficinas de los líderes están ahora en contacto». Importantes miembros del equipo de Miliband, incluido Lord Adonis, el exministro, habían estado instándole en privado a prepararse para reactivar las negociaciones de coalición tras las elecciones de 2015 porque los sondeos indicaban que ningún partido alcanzaría una mayoría rotunda en 2015.
Sin embargo, no fueron necesarios ni una coalición ni un pacto entre el Partido Laborista y los Liberal Demócratas, a raíz de la victoria sorpresa de los conservadores en las elecciones generales y la pérdida de 49 escaños liberaldemócratas.

## Asamblea Nacional de Gales
Cuando se celebraron las primeras elecciones a la nueva Asamblea Nacional de Gales en 1999 ningún partido alcanzó la mayoría absoluta, e inicialmente el labor buscó gestionar una administración en minoría. Tras una serie de votaciones cerradas y muchas críticas a la debilidad de la administración parlamentaria, el Partido Laborista y los Liberal Demócratas formaron una coalición en octubre de 2000 con los dos partidos compartiendo el poder, incluidos nombramientos ministeriales, con el laborismo como partido mayoritario. El acuerdo finalizó en las elecciones de 2003, cuando los laboristas consiguieron el 50% de los escaños y decidieron formar un gobierno en minoría.
El 11 de mayo de 2016, tras las elecciones celebradas seis días antes, en las que el Gobierno laborista saliente obtuvo 29 diputados, uno menos que en los comicios de 2011 y dos menos que la mayoría absoluta, los diputados de la Asamblea de Gales fracasaron en el intento de elegir un nuevo primer ministro en la reanudación de las sesiones, ya que la votación nominal dio como resultado un empate a 29 votos; Plaid Cymru propuso a su líder Leanne Wood, consiguiendo el respaldo del Partido Conservador y del UKIP, mientras el primer ministro laborista en funciones, Carwyn Jones, obtuvo el apoyo del único diputado liberaldemócrata, Kirsty Williams, el único no laborista que respaldó a Jones en la ajustada investidura. El 19 de mayo de 2016, después de que finalmente Jones fuese reelegido sin oposición, tras un acuerdo con Plaid Cymru Williams fue nombrado ministro de Educación en el nuevo Gobierno de Jones; su nombramiento como secretario de Educación fue sujeto a ratificación por parte de los militantes liberaldemócratas en un congreso especial celebrado en Newtown el 21 de mayo de 2016, siendo aprobado por abrumadora mayoría.

## Parlamento escocés
Tras las primeras elecciones generales al reconvocado Parlamento Escocés en 1999, los liberaldemócratas escoceses firmaron lo que se llamó «gobierno de colaboración» con el laborismo escocés, con ambos partidos aportando ministros a un gobierno compartido.
Aunque se presentaron con programas separados en las siguientes elecciones de 2003 el trabajo en común continuó, con el laborista Jack McConnell como primer ministro y el liberaldemócrata Jim Wallace como vice primer ministro (y ministro de Empresa y Conocimiento), quien sería sucedido en el cargo por Nicol Stephen, del mismo partido que el vice primer ministro.
Las elecciones de 2007 dieron como resultado el sorpasso del Partido Nacional Escocés (SNP) al Partido Laborista por un escaño. Los liberaldemócratas escoceses decidieron no coaligarse ni con los laboristas ni con el SNP, y se abstuvieron en la investidura del primer ministro, lograda por el líder del SNP, Alex Salmond.

## Comité constitucional
Aunque no se trató de un pacto, ante las elecciones de 1997, el líder laborista Tony Blair y el liberaldemócrata Paddy Ashdown lanzaron un «comité conjunto laborista-liberaldemócrata sobre la reforma constitucional» para discutir la devolución de la autonomía a Gales y Escocia, lo que llevó al primer ministro Tony Blair a establecer un comité de gabinete conjunto Lib-Lab. Esto llevó en parte a las referidas alianzas escocesa y galesa. El comité fue disuelto por Tony Blair y Charles Kennedy en septiembre de 2001.